# Розенбург, Вим
Вим Розенбург (нидерл. Wim Roozenburg; 22 августа 1920 г. — 1980) — нидерландский шашист. Чемпион Нидерландов 1957 года. Гроссмейстер Голландии. Брат известного шашиста Пита Розенбурга.
Жил в Роттердаме. Выступал за местный клуб Constant-Charlois Rotterdam
FMJD-Id: 16741

### Спортивные результаты
чемпионаты мира
- 1952: 7 место ЧМ — 21 очков в 18 партиях.
- 1958: 4 место турнир претендентов[5] — 2 очка в 8 партиях.

национальные чемпионаты
- 1943: 4 место Чемпионат Нидерландов — 11 очков в 10 партиях
- 1946: 7 место Чемпионат Нидерландов — 9 очков в 11 партиях
- 1952:  Чемпионат Нидерландов — 13 очков в 11 партиях
- 1953:  Чемпионат Нидерландов — 17 очков в 11 партиях
- 1954: 9 место Чемпионат Нидерландов — 11 очков в 13 партиях
- 1956: 5 место Чемпионат Нидерландов — 15 очков в 14 партиях
- 1957: Чемпионат Нидерландов — 18 очков в 15 партиях
- 1958:  Чемпионат Нидерландов — 16 очков в 14 партиях
- 1960: 8 место Чемпионат Нидерландов — 14 очков в 15 партиях